# Offenbachplatz

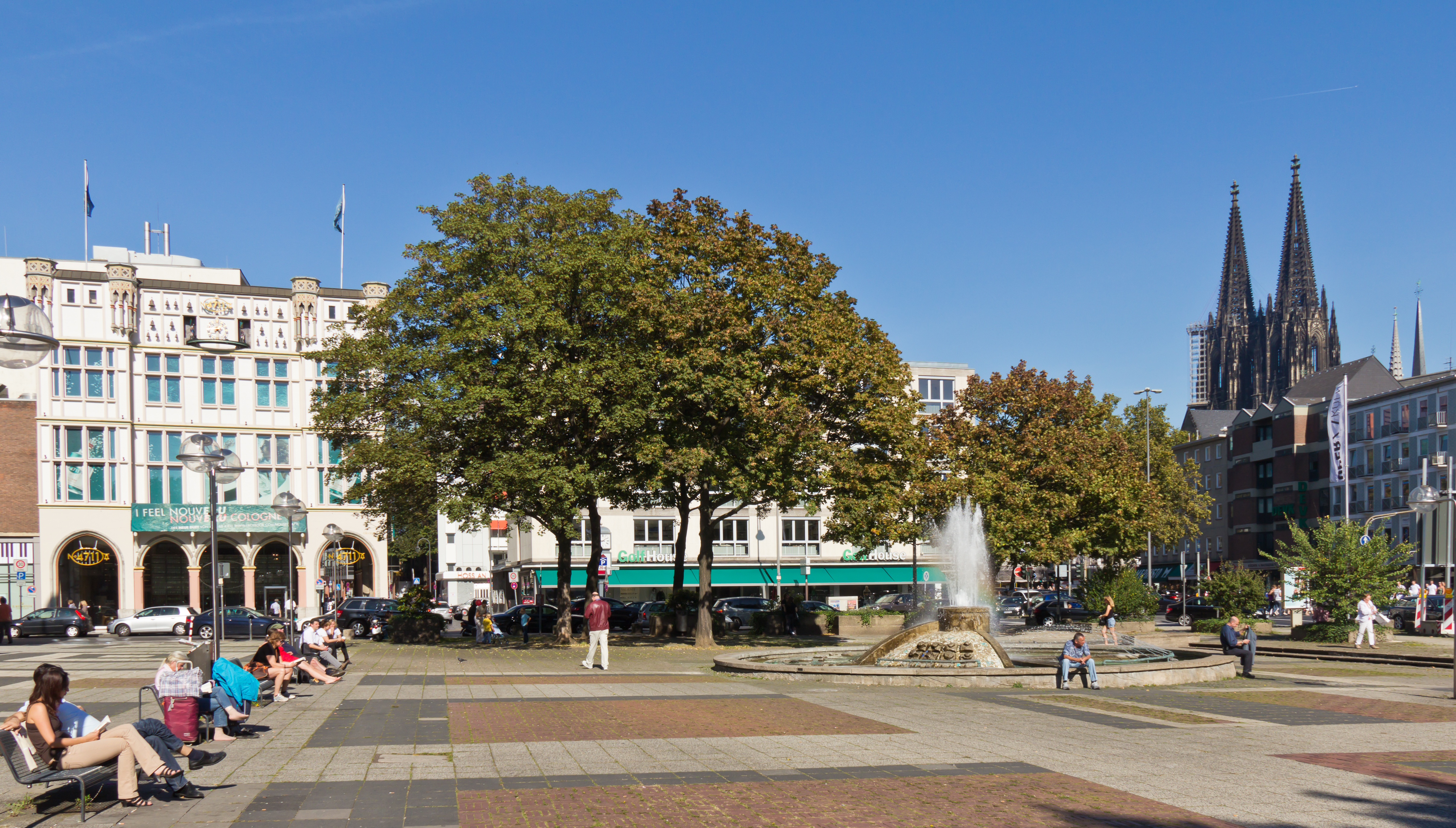
Offenbachplatz mit Opernbrunnen, im Hintergrund der Kölner Dom

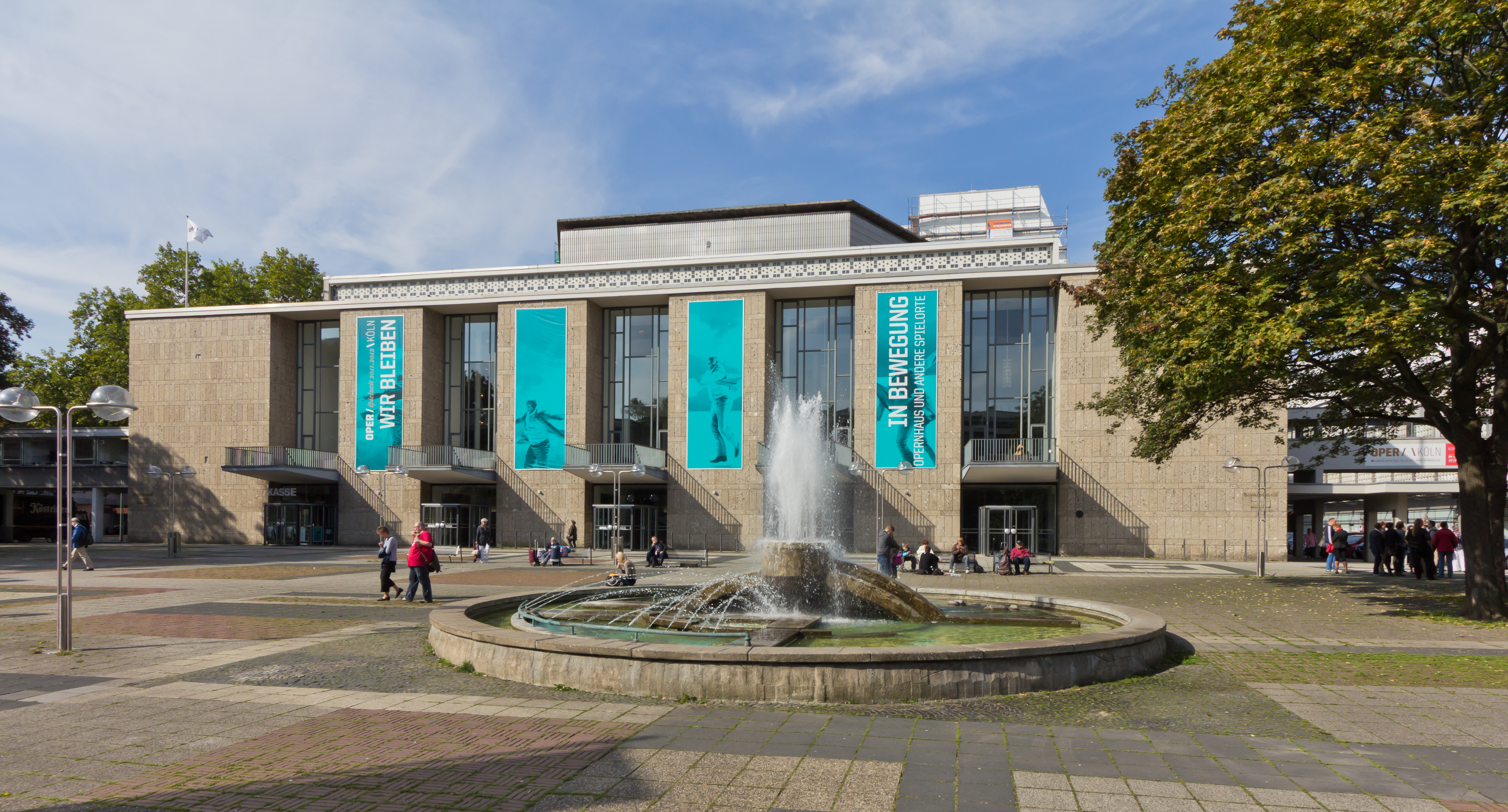
Offenbachplatz, Opernbrunnen und Schauspielhaus Köln

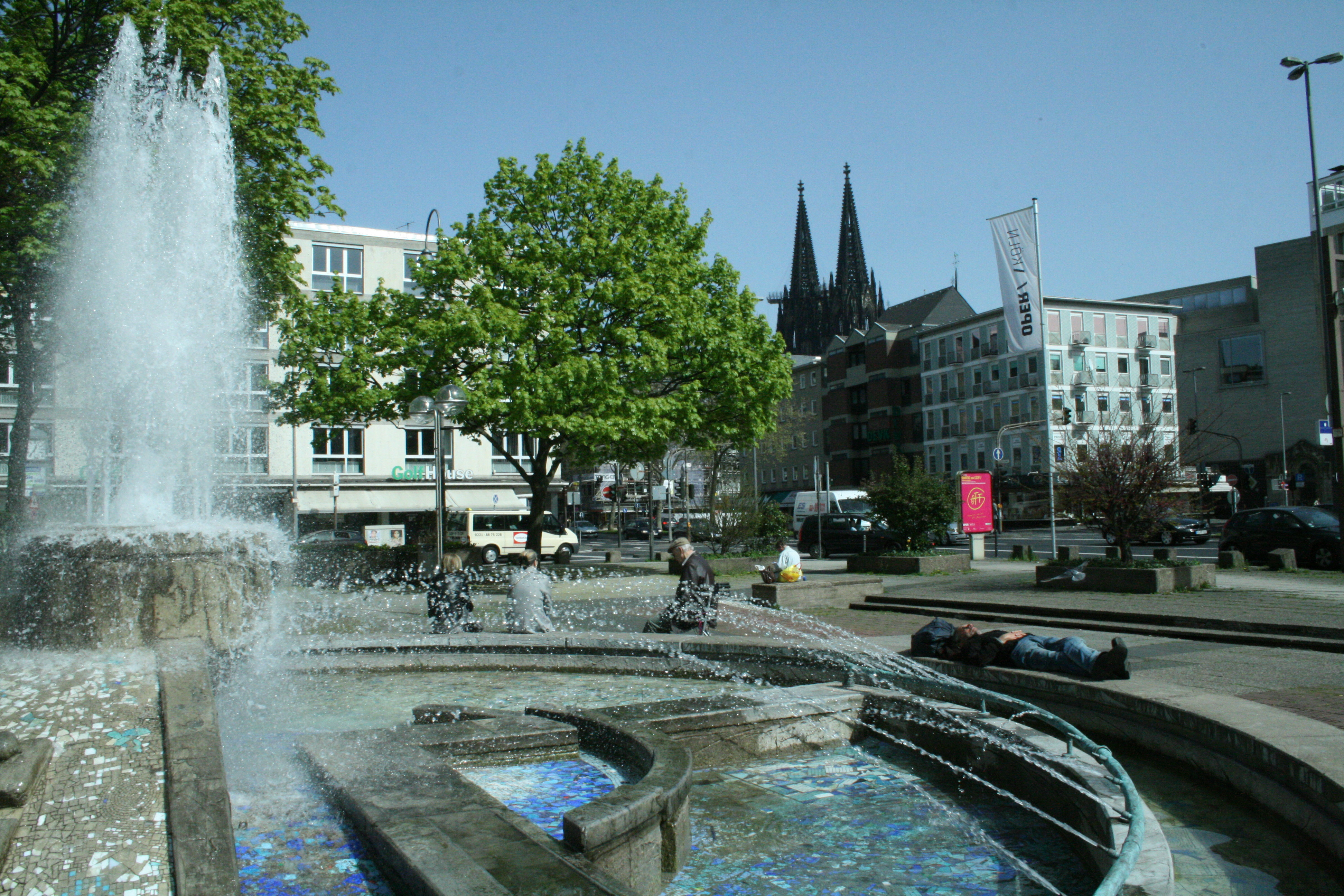
Opernbrunnen auf dem Offenbachplatz

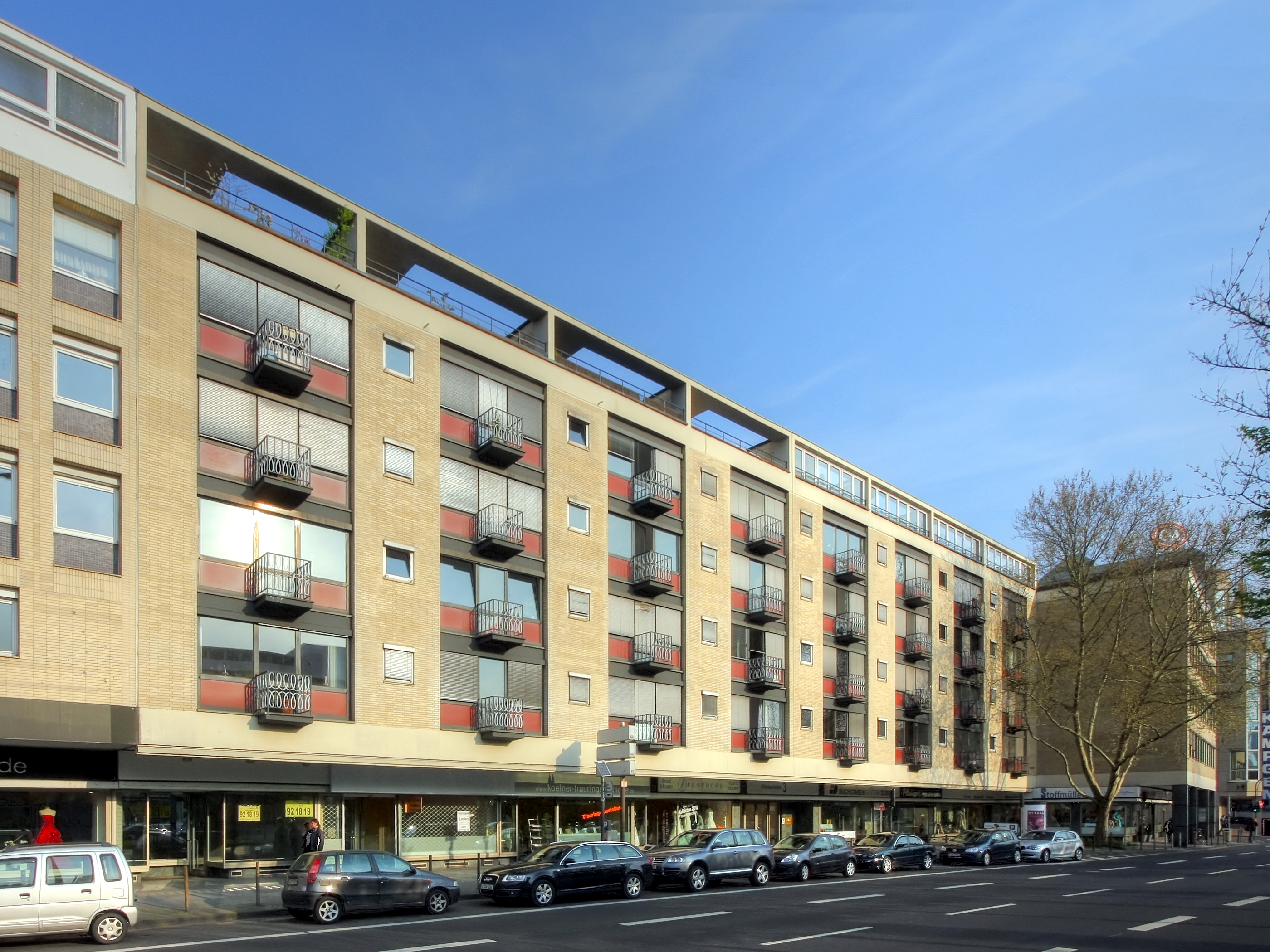
Wohn- und Geschäftshaus am Offenbachplatz, Architekt Wilhelm Riphahn

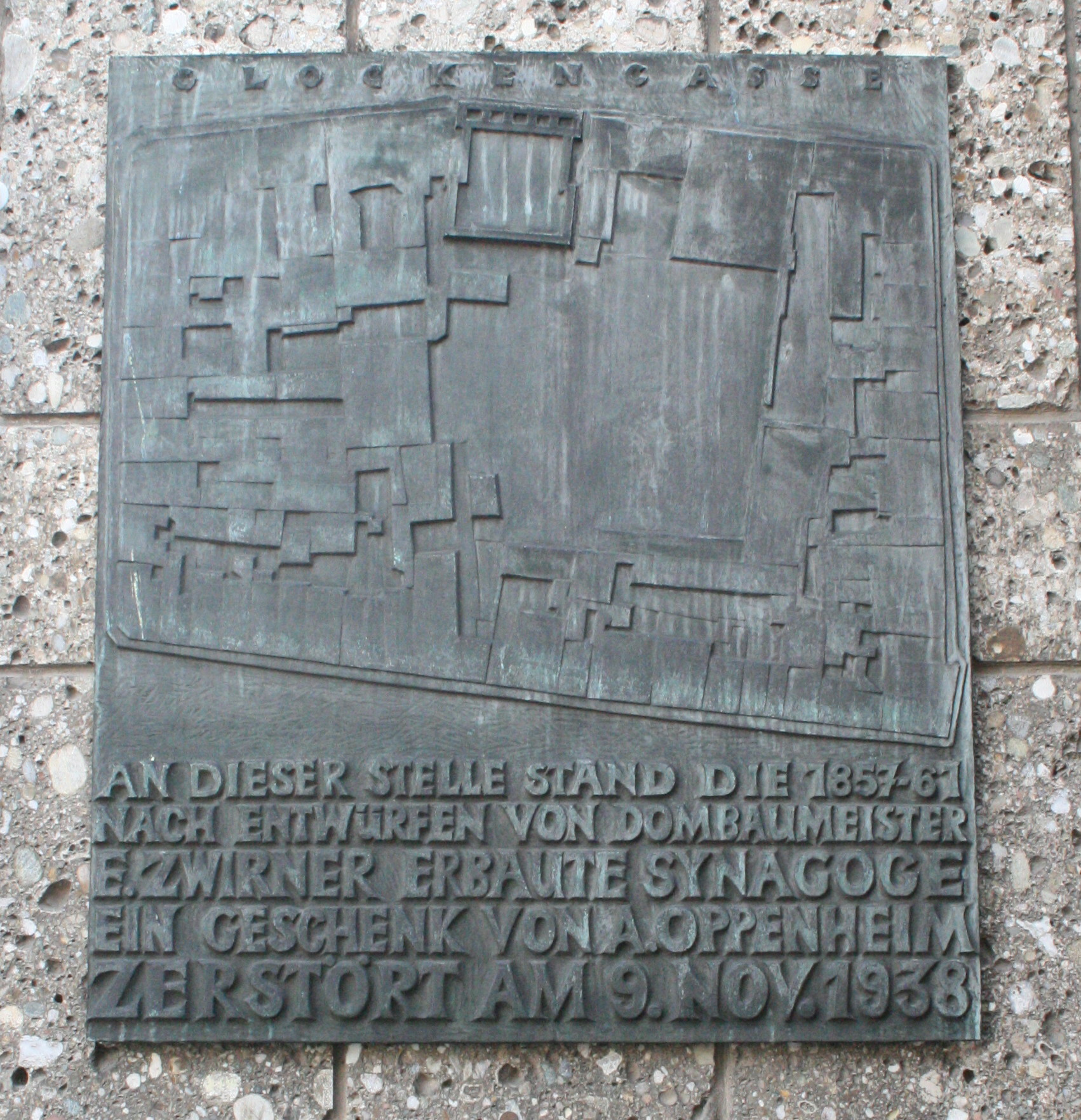
Bronzetafel an der Fassade der Kölner Oper

Der Kölner Offenbachplatz liegt an der ab 1956 im „Generalverkehrsplan“ konzipierten Nord-Süd-Fahrt im Zentrum der Kölner Innenstadt. Der Platz gliedert sich in den „großen Offenbachplatz“ mit dem 1957 eröffneten, nach Plänen von Wilhelm Riphahn (1889 bis 1963) und dessen Mitarbeiter Hans Menne errichteten Opernhaus („großes“ Haus) und einen „kleinen Offenbachplatz“. Diesem Platzbereich ist der Pavillonbau des Theaterrestaurants „Opernterrassen“ vorgelagert. Hier, südwestlich der Oper, entstand wenige Jahre später (1960 bis 1962) das Kölner Schauspielhaus („kleines“ Haus) als drittes Element des Riphahn-Ensembles.

## Namensgebung
Mit der Namensgebung des Platzes wird nicht nur der 1819 in Köln geborene französische Komponist Jacques Offenbach geehrt, sondern gleichzeitig erinnert der Name auch an die in der Pogromnacht von 1938 zerstörte Kölner Altstadt-Synagoge Glockengasse, in der Offenbachs Vater Kantor gewesen war. Eine Bronzetafel (gestaltet von Jürgen Hans Grümmer) an der Nordseite des Kölner Opernhauses weist auf den genauen ehemaligen Standort der zerstörten Synagoge hin.

## Platzgestaltung
Die Gestaltung der Platzfläche vor der Oper, die bis in die 1960er Jahre als Autoparkplatz genutzt wurde, und der Entwurf einer Brunnenanlage wurden Anfang der 1960er Jahre durch die Stadt Köln in Auftrag gegeben. Der 1935 in Köln geborene Maler und Bildhauer Jürgen Hans Grümmer bekam den Zuschlag, nachdem er sich in Köln schon u. a. mit dem Rathausmosaik „Europa auf dem Stier“ und durch Fußbodenmosaiken, Plätze und Fassadengestaltungen im Bereich der Kölner Uni-Neubauten (in Zusammenarbeit mit Architekt Rolf Gutbrod) einen Namen gemacht hatte. Das Riphahn-Ensemble der Theaterbauten erhielt so 1967 die passende künstlerische Vollendung, die Oper zehn Jahre nach ihrer Eröffnung durch die Gestaltung des Offenbachplatzes ein angemessenes Entrée.
Grümmer nahm bei der Gestaltung von Platz und Opernbrunnen deutlich Bezug auf Opernhaus und Restaurant-Pavillon, die den „großen“ Offenbachplatz im Westen und Süden begrenzen. Das für die Paviment-Gestaltung gewählte Material greift mit seiner Farbigkeit den Farbduktus der Riphahnschen Gebäude auf: verschiedene Grautöne, Weiß und Rot. Das kräftige Blau und Gold der Mosaik-Fragmente sowie die Blautöne der Keramikflächen setzen dann zusätzliche Akzente, deren Wirkung durch die Spiegelreflexe des sprudelnden Wassers bei Tag wie auch bei Nacht wirkungsvoll unterstützt wurde. Der Opernbrunnen wurde am 21. Dezember 1966 eingeweiht.
Die Platzanlage des Offenbachplatzes besitzt bis heute für Köln eine große städtebauliche und baukünstlerische Bedeutung. Der skulpturale Brunnen bildet das Zentrum des Platzes, dessen Fußbodengestaltung durch Rechteckfelder mit verschiedenfarbigen geometrischen Kompositionen gegliedert ist. Der Künstler Grümmer entwickelte eine runde Anlage aus Stahlbeton, belebt durch Keramik- und Glasmosaiken, die durch Unterwasserscheinwerfer akzentuiert waren. Eine üppige, den Proportionen des Opernbrunnens in der Höhe angepasste Fontäne bildet den Mittelpunkt der Brunnenanlage aus weiteren Düsen wird das Wasser kranzförmig versprüht. Der Künstler hat neben eigenen Mosaikelementen zitatartig u. a. Mosaike (Keramik) aus dem Schwimmbad der Yacht „Tina“ des Reeders Aristoteles Onassis verwendet. Außerdem sind Mosaikteile (Apostelköpfe) aus der zerstörten Berliner Kaiser-Wilhelm-Gedächtniskirche integriert.
Auf dem „kleinen“ Offenbachplatz vor dem Schauspielhaus mit einfacher Rastermusterung aus Waschbetonplatten wurde die Bronze-Plastik „Sappho“ von Émile-Antoine Bourdelle (1861–1929) aufgestellt. Zeitgenössische Stimmen in der Presse belegen, dass Brunnen und Platzfläche damals von der Kölner Bevölkerung sowie von Touristen begeistert begrüßt und in den Sommermonaten auch eifrig genutzt wurden. Grümmer hat das „Plantschen“ in seinem Brunnenbecken ausdrücklich begrüßt. Die „Opernterrassen“ am Offenbachplatz wurden seinerzeit ebenfalls gut angenommen, sind aber heute nach verschiedensten Umbauten in ihrer ursprünglichen Konzeption kaum noch zu erahnen.
Mit Blick in die Stadtplanungsgeschichte der 1950er und 1960er Jahre ist zu berücksichtigen, dass es damals erst wenige autofreie und fußgängerfreundliche Platzflächen mit Außengastronomie gab, nicht nur in Köln, sondern ganz allgemein im nördlichen Europa. Eine weitere Untertunnelung der Nord-Süd-Fahrt war zwar auch von Grümmer angeregt, aber von Seiten der Stadtplaner verworfen worden.

## Aktueller Zustand des Platzes
Wegen starker Verkalkung sind die ehemals stark leuchtenden Farben des denkmalgeschützten Opernbrunnens seit Jahren nicht mehr zu erkennen. Auch die Wasserdüsen sind stark verschmutzt, verbogen oder fehlen vollständig. Die Beleuchtung wurde schon vor Jahren demontiert, die Wasserfontänen stark verkürzt eingestellt; der Brunnen – ebenso wie das Gesamt-Ensemble von Platz und Gebäudeensemble – macht insgesamt einen vernachlässigten Eindruck. Während Brunnen und Paviment bis heute erhalten sind, verschwanden im Laufe der Jahre die ebenfalls von Grümmer gestalteten Bänke, die von ihm ausgewählten Lampen und ein großer Teil der würfelförmigen Poller aus Beton, geformt durch textile Schalung. Von Letzteren haben sich einige wenige Exemplare am östlichen Platzrand zur Straße hin erhalten. Außerdem gibt es dort noch einige Sitzblöcke aus Beton, eine Stufenanlage aus Waschbetonplatten hinauf zum Bürgersteig der Tunisstraße, sowie im Norden die Pflanztröge. Erhalten sind auch die Baumgruppen im Norden und Süden der Platzfläche.

## Sanierung und Restaurierung
Die Restaurierung des unter Denkmalschutz stehenden Opernbrunnens ebenso wie die Sanierung der Gesamtgestaltung des Offenbachplatzes stehen bisher auch aufgrund des schwierigen Kassenlage der Stadt Köln aus. Seit Februar 2011 kümmert sich die Tochter des verstorbenen Brunnen-Künstlers Grümmer in Eigeninitiative um die Akquirierung erster Spendengelder zugunsten von Brunnenwasser und Sanierungsmaßnahmen. Unter dem Motto Schokolade naschen für den Denkmalschutz bot sie im Februar und März 2011 vor und während der Opernveranstaltungen im Foyer des Opernhauses Künstler-Schokoladen für das bürgerschaftlich-engagierte Naschen und Spenden zu Gunsten des Denkmalschutzes an. 
Im Rahmen der Sanierung des Opernquartiers werden die Freiflächen rund um den denkmalgeschützten Gebäudekomplex des Architekten Wilhelm Riphahn ebenfalls neu gestaltet. Der Projektzeitraum hierfür war ursprünglich 2011–2016. Das Gesamtprojekt „Sanierung Opernquartier“ wird aufgrund gravierender Probleme, Umplanung und Neustrukturierung (Stand 2022) nicht vor 2024 abgeschlossen sein.

## Lage
Der Offenbachplatz wird umringt von der Hauptverkehrsstraße Nord-Süd-Fahrt, der geschichtsträchtigen Glockengasse sowie von Brüderstraße und Krebsgasse und liegt im Stadtteil Altstadt-Nord, unweit der Schildergasse. Er ist erreichbar über die U-Bahnhöfe Neumarkt und Appellhofplatz.